# Пёртнер, Маргит
Марги́т Элизабе́т Пёртнер (дат. Margit Elisabeth Pörtner; 16 февраля 1972, Хёрсхольм, Дания — 26 апреля 2017) — датская кёрлингистка, серебряный призёр зимних Олимпийских игр 1998 в составе женской национальной сборной Дании по кёрлингу.
Играла на позиции второго и третьего.
Скончалась 26 апреля 2017 от рака.

## Достижения
- Зимние Олимпийские Игры: серебро (1998).
- Чемпионат мира по кёрлингу среди женщин: серебро (1998), бронза (1997).
- Чемпионат Европы по кёрлингу: золото (1994), серебро (1997).
- Чемпионат Дании по кёрлингу среди женщин: золото (1994, 1995, 1996, 1997, 1998)[4], серебро (1993).
- Чемпионат мира по кёрлингу среди юниоров: бронза (1993).
- Чемпионат Дании по кёрлингу среди юниоров: золото (1990, 1992, 1993)[5], серебро (1991).
- Чемпионат Дании по кёрлингу среди смешанных команд (англ. mixed curling): золото (1997)[6].

## Команды
| Сезон                                          | Четвёртый           | Третий          | Второй          | Первый           | Запасной                                                        | Турниры                             |
| ---------------------------------------------- | ------------------- | --------------- | --------------- | ---------------- | --------------------------------------------------------------- | ----------------------------------- |
| 1989—90                                        | June Simonsen       | Дорте Хольм     | Маргит Пёртнер  | Хелене Йенсен    |                                                                 | ЧДЮ 1990                            |
| 1990—91                                        | Дорте Хольм         | June Simonsen   | Маргит Пёртнер  | Хелене Йенсен    | Ангелина Йенсен                                                 | ЧМЮ 1991 (6 место)                  |
| 1991—92                                        | Ангелина Йенсен     | Дорте Хольм     | Маргит Пёртнер  | Хелене Йенсен    |                                                                 | ЧДЮ 1992                            |
| 1991—92                                        | Дорте Хольм         | Маргит Пёртнер  | Ангелина Йенсен | Хелене Йенсен    | Nel-Britt Kristensen                                            | ЧМЮ 1992 (8 место)                  |
| 1992—93                                        | Ангелина Йенсен     | Дорте Хольм     | Маргит Пёртнер  | Хелене Йенсен    |                                                                 | ЧДЮ 1993                            |
| 1992—93                                        | Дорте Хольм         | Ангелина Йенсен | Маргит Пёртнер  | Хелене Йенсен    | Kamilla Schack                                                  | ЧМЮ 1993                            |
| 1993—94                                        | Хелена Блак         | Ангелина Йенсен | Маргит Пёртнер  | Шарлотта Хедегор | Хелене Йенсен                                                   | ЧЕ 1993 (8 место)                   |
| 1993—94                                        | Хелена Блак         | Ангелина Йенсен | Хелене Йенсен   | Маргит Пёртнер   | Шарлотта Хедегор                                                | ЧДЖ 1994                            |
| 1993—94                                        | Хелена Блак Лаурсен | Ангелина Йенсен | Маргит Пёртнер  | Хелене Йенсен    | Дорте Хольм                                                     | ЧМ 1994 (9 место)                   |
| 1994—95                                        | Хелена Блак Лаурсен | Дорте Хольм     | Маргит Пёртнер  | Хелене Йенсен    | Лиза Ричардсон                                                  | ЧЕ 1994                             |
| 1994—95                                        | Хелена Блак Лаурсен | Дорте Хольм     | Хелене Йенсен   | Маргит Пёртнер   | Лиза Ричардсон                                                  | ЧДЖ 1995 · ЧМ 1995 (5 место)        |
| 1995—96                                        | Хелена Блак Лаурсен | Дорте Хольм     | Хелене Йенсен   | Маргит Пёртнер   | Лиза Ричардсон                                                  | ЧДЖ 1996                            |
| 1995—96                                        | Дорте Хольм         | Маргит Пёртнер  | Хелене Йенсен   | Лиза Ричардсон   | Хелена Блак Лаурсен тренер: Франтс Гуфлер (ЧЕ)                  | ЧЕ 1995 (5 место) ЧМ 1996 (7 место) |
| 1996—97                                        | Дорте Хольм         | Маргит Пёртнер  | Хелене Йенсен   | Лиза Ричардсон   | Хелена Блак Лаурсен тренер: Франтс Гуфлер                       | ЧЕ 1996 (7 место)                   |
| 1996—97                                        | Хелена Блак Лаурсен | Дорте Хольм     | Маргит Пёртнер  | Лиза Ричардсон   | Трине Квист                                                     | ЧДЖ 1997                            |
| 1996—97                                        | Хелена Блак Лаурсен | Маргит Пёртнер  | Дорте Хольм     | Лиза Ричардсон   | Яне Бидструп                                                    | ЧМ 1997                             |
| 1997—98                                        | Хелена Блак Лаурсен | Дорте Хольм     | Маргит Пёртнер  | Лиза Ричардсон   | Лене Бидструп (ЧЕ) Трине Квист (ЧДЖ) тренер: Микаэль Квист (ЧЕ) | ЧЕ 1997 · ЧДЖ 1998                  |
| 1997—98                                        | Хелена Блак Лаурсен | Маргит Пёртнер  | Дорте Хольм     | Трине Квист      | Яне Бидструп тренер: Микаэль Квист                              | ЗОИ 1998                            |
| 1997—98                                        | Хелена Блак Лаурсен | Маргит Пёртнер  | Дорте Хольм     | Лиза Ричардсон   | Трине Квист тренер: Микаэль Квист                               | ЧМ 1998                             |
| Кёрлинг среди смешанных команд (mixed curling) |                     |                 |                 |                  |                                                                 |                                     |
| 1997                                           | Хелена Блак Лаурсен | Лассе Лаурсен   | Маргит Пёртнер  | Брайан Хансен    |                                                                 | ЧДСК 1997                           |

(скипы выделены полужирным шрифтом)